# Richard Boone
Richard Allen Boone (Los Angeles, 18 giugno 1917 – Saint Augustine, 10 gennaio 1981) è stato un attore statunitense.
Recitò in più di 50 film, distinguendosi in particolare nel genere western, ed ebbe grande notorietà anche sul piccolo schermo grazie alla serie televisiva Have Gun - Will Travel. Zio dell'attore Randy Boone (nato nel 1942) e cugino del cantante-attore Pat Boone, recitò in tre film accanto a John Wayne, La battaglia di Alamo (1960), diretto dallo stesso Wayne, Il grande Jake (1971) di George Sherman, e Il pistolero (1976) di Don Siegel.

## Biografia

### Gli inizi
Figlio di Kirk E. Boone, un benestante avvocato che lavorava per grandi aziende e di Cecile Beckerman, Boone si iscrisse alla Stanford University di Palo Alto (California), ma la lasciò nel 1941 prima della laurea, per arruolarsi in marina. Compì il suo servizio militare come ufficiale d'ordinanza nell'aviazione e partecipò alla seconda guerra mondiale sul fronte del Sud-Pacifico.

### Carriera
Dopo la guerra, grazie al sostegno finanziario percepito con i fondi garantiti dal G.I. Bill, poté iscriversi all'Actors Studio di New York per studiare recitazione. Allievo serio e metodico, Boone esordì a Broadway nel 1947 nella tragedia Medea, poi recitò nel Macbeth (1948) e nel 1950 in The Man.
Il suo esordio nel cinema avvenne nel 1951 con il ruolo di un marine in Okinawa (1951), diretto da Lewis Milestone, con Richard Widmark, Jack Palance, Robert Wagner e Karl Malden. Nel 1953 ricoprì il ruolo di Ponzio Pilato nel kolossal La tunica (1953), diretto da Henry Koster e primo film girato con la tecnica del cinemascope. Egli comparve in una sola scena del film, nella quale dà istruzioni al centurione Marcello Gallio, interpretato da Richard Burton, per la crocifissione di Cristo. Negli anni successivi l'attore apparve in una nutrita serie di pellicole western e d'avventura, come La spia dei ribelli (1954) di Hugo Fregonese, L'uomo senza paura (1955) di King Vidor, Esecuzione al tramonto (1956) di Charles F. Haas, e I tre banditi (1957) di Budd Boetticher.
Dal 1954 al 1956 Boone divenne un volto familiare del piccolo schermo, comparendo settimanalmente come protagonista nella serie drammatica Medic, per la quale ricevette la nomination al premio Emmy per il 1955 come Miglior attore protagonista in una serie televisiva. Fu tuttavia un'altra interpretazione, quella di Paladin nella serie Have Gun - Will Travel (in onda dal 1957 al 1963), che fece di lui una star del piccolo schermo e per la quale ricevette altri due premi Emmy nel 1959 e nel 1960.
Durante gli anni sessanta Boone apparve regolarmente anche in altri programmi televisivi, come il quiz del sabato sera What's My Line? Mystery Guests della CBS. Egli ebbe inoltre anche una propria serie televisiva, Richard Boone, che andò in onda per una sola stagione, dal 1963 al 1964, ma che gli valse il quarto premio Emmy. Nel medesimo anno, grazie a The Danny Kaye Show e a The Dick Van Dyke Show, vinse il Golden Globe. Dopo la chiusura della sua trasmissione settimanale, Boone si trasferì con la famiglia a Honolulu (Hawaii), andando ad abitare nella località di Oahu. Boone persuase il produttore Leonard Freeman a effettuare le riprese del film televisivo Hawaii Squadra Cinque Zero esclusivamente nelle Hawaii. Impressionato dalle sue argomentazioni, Freeman offrì a Boone il ruolo di Steve McGarrett, ma l'attore declinò l'offerta e il ruolo fu sostenuto da Jack Lord.
Boone proseguì la carriera cinematografica, privilegiando interpretazioni in ruoli da antagonista. Fra i film da lui interpretati sono da ricordare Il principe guerriero (1965) di Franklin Schaffner, Hombre (1967), di Martin Ritt, Il compromesso (1968) di Elia Kazan, La valle dei Comanches (1970) di Jerry Hopper, Il grande Jake (1971) di George Sherman, e Il pistolero (1976) di Don Siegel.
All'inizio degli anni settanta interpretò la parte di Hec Ramsey nell'omonima serie televisiva western, nel ruolo di un investigatore che privilegia il ricorso al cervello piuttosto che alla rivoltella. A metà del decennio fece ritorno a New York per insegnare recitazione nella stessa scuola che molti anni prima aveva frequentato come allievo.

## Vita privata
Boone ebbe tre matrimoni: dal 1937 al 1940 con l'attrice Jane Hopper; dal 1949 al 1950 con Mimi Kelly; dal 1951 con Claire McAloon, dalla quale ebbe il figlio Peter. Morì nel 1981 a seguito di un tumore alla gola.

## Filmografia

### Cinema
- Okinawa (Halls of Montezuma), regia di Lewis Milestone (1951)
- Butterfly americana (Call Me Mister), regia di Lloyd Bacon (1951)
- Rommel, la volpe del deserto (The Desert Fox: The Story of Rommel), regia di Henry Hathaway (1951)
- Duello nella foresta (Red Skies of Montana), regia di Joseph M. Newman (1952)
- Il figlio del Texas (Return of the Texan), regia di Delmer Daves (1952)
- Kangarù (Kangaroo), regia di Lewis Milestone (1952)
- Il grande gaucho (Way of a Gaucho), regia di Jacques Tourneur (1952)
- L'ultima freccia (Pony Soldier), regia di Joseph M. Newman (1952)
- Salto mortale (Man on a Tightrope), regia di Elia Kazan (1953)
- Hanno ucciso Vicki (Vicki), regia di Harry Horner (1953)
- La tunica (The Robe), regia di Henry Koster (1953)
- La città dei fuorilegge (City of Bad Men), regia di Harmon Jones (1953)
- Tempeste sotto i mari (Beneath the 12-Mile Reef), regia di Robert D. Webb (1953)
- Il terrore delle Montagne Rocciose (The Siege at Red River), regia di Rudolph Maté (1954)
- La spia dei ribelli (The Raid), regia di Hugo Fregonese (1954)
- Mandato di cattura (Dragnet), regia di Jack Webb (1954)
- La banda dei dieci (Ten Wanted Men), regia di H. Bruce Humberstone (1955)
- L'uomo senza paura (Man Without a Star), regia di King Vidor (1955)
- La prateria senza legge (Robbers' Roost), regia di Sidney Salkow (1955)
- Il grande coltello (The Big Knife), regia di Robert Aldrich (1955)
- Posto di combattimento (Battle Stations), regia di Lewis Seiler (1956)
- Esecuzione al tramonto (Star in the Dust), regia di Charles F. Haas (1956)
- Scialuppe a mare (Away All Boats), regia di Joseph Pevney (1956)
- I tre banditi (The Tall T), regia di Budd Boetticher (1957)
- La donna delle tenebre (Lizzie), regia di Hugo Haas (1957)
- La giungla della settima strada (The Garment Jungle), regia di Vincent Sherman e Robert Aldrich (1957)
- I Bury the Living, regia di Albert Band (1958)
- Colpo grosso (Ocean's Eleven), regia di Lewis Milestone (1960)
- La battaglia di Alamo ( The Alamo), regia di John Wayne (1960)
- I trecento di Fort Canby (A Thunder of Drums), regia di Joseph M. Newman (1961)
- Rio Conchos (Rio Conchos), regia di Gordon Douglas (1964)
- Il principe guerriero (The War Lord), regia di Franklin Schaffner (1965)
- Hombre (Hombre), regia di Martin Ritt (1967)
- Kona Coast, regia di Lamont Johnson (1968)
- La notte del giorno dopo (The Night of the Following Day), regia di Hubert Cornfield (1968)
- Il compromesso (The Arrangement), regia di Elia Kazan (1969)
- Lettera al Kremlino (The Kremlin Letter), regia di John Huston (1970)
- La valle dei comanches (Madron), regia di Jerry Hopper (1970)
- Il grande Jake (Big Jake), regia di George Sherman (1971)
- Against a Crooked Sky, regia di Earl Bellamy (1975)
- Diamante Lobo, regia di Frank Kramer (Gianfranco Parolini) (1976)
- Il pistolero (The Shootist), regia di Don Siegel (1976)
- Marlowe indaga (The Big Sleep), regia di Michael Winner (1978)
- Rebus per un assassinio (Winter Kills), regia di William Richert (1979)
- Bushido - La spada del sole (The Bushido Blade), regia di Tsugunobu Kotani (1981)

### Televisione
- The Front Page – serie TV, 10 episodi (1949-1950)
- Actor's Studio – serie TV, 3 episodi (1949-1950)
- Suspense – serie TV, 1 episodio (1950)
- General Electric Theater – serie TV, episodio 3x20 (1955)
- Matinee Theatre – serie TV, 1 episodio (1955)
- Frontier – serie TV, 1 episodio (1956)
- Lux Video Theatre – serie TV, 2 episodi (1955-1956)
- Medic – serie TV, 59 episodi (1954-1956)
- The Ford Television Theatre – serie TV, 1 episodio (1956)
- Studio One – serie TV, 1 episodio (1957)
- Climax! – serie TV, 4 episodi (1955-1957)
- Playhouse 90 – serie TV, 2 episodi (1959-1960)
- The United States Steel Hour – serie TV, 2 episodi (1959-1960)
- Frances Farmer Presents - serie TV, 1 episodio (1960)
- Have Gun - Will Travel – serie TV, 225 episodi (1957-1963)
- Richard Boone (The Richard Boone Show) – serie TV, 25 episodi (1963-1964)
- Cimarron Strip – serie TV, episodio 1x08 (1967)
- In piena luce (In Broad Daylight), regia di Robert Day – film TV (1971)
- Hec Ramsey – serie TV, 10 episodi (1972-1974)

## Doppiatori italiani
Nelle versioni in italiano dei suoi film Richard Boone è stato doppiato da:
- Emilio Cigoli in Okinawa, Il figlio del Texas, Kangarù, Il grande gaucho, Salto mortale, Il terrore delle Montagne Rocciose, Rio Conchos
- Giorgio Capecchi in La banda dei dieci, I tre banditi, La giungla della settima strada, I trecento di Fort Canby
- Renato Turi in Rommel, la volpe del deserto, Hombre, Lettera al Kremlino
- Gualtiero De Angelis in Duello nella foresta, La battaglia di Alamo
- Mario Pisu in La spia dei ribelli, Scialuppe a mare
- Luigi Pavese in Il principe guerriero, Il compromesso
- Bruno Persa in La tunica
- Cesare Polacco in L'uomo senza paura
- Nando Gazzolo in Esecuzione al tramonto
- Glauco Onorato in La valle dei Comanches
- Gianni Musy in Il grande Jake
- Mario Maranzana in Diamante Lobo
- Renato Mori in Il pistolero
- Giampiero Albertini in Bushido - La spada del sole

Da doppiatore è sostituito da:
- Pino Locchi in Il grande coltello